# Gewoon knuppeltje
Het gewoon knuppeltje (Physocephala rufipes) is een vliegensoort uit de familie van de blaaskopvliegen (Conopidae). De wetenschappelijke naam van de soort is voor het eerst geldig gepubliceerd in 1781 door Fabricius.
Het is een algemene vlieg die voorkomt in tuinen en parken. In Nederland vliegt de soort van eind mei tot begin september met een piek in juli en augustus. Het volwassen insect wordt 10 tot 18 millimeter groot. De basiskleur van het achterlijf is rood tot zwart met enkele gele bandjes, de kop is geel met een zwarte band, de poten zijn rood. De soort is een parasitoïde met diverse soorten hommels als gastheer.